# Wirecard
Wirecard（破產前的股票代碼：WDI），中文媒體亦有使用「威卡」一名來稱呼此公司，是一家已經宣布破產的德國金融服務公司，亦是企業詐騙醜聞的主角。

## 醜聞被揭發前的歷史
公司在1999年於慕尼黑成立。公司成立時正值互聯網泡沫時期的末期，而公司則得到創業投資資金的支持。公司成立以後幾乎破產。
2002年，曾經在畢馬威擔任顧問的馬庫斯·布勞恩 (Markus Braun) 出任Wirecard的行政總裁。同年，公司與一家同樣位於慕尼黑地區的競爭對手合併。
2005年，Wirecard據報有323名員工，而其核心業務則包括為網上賭場和色情片網站提供支付服務。同年，公司收購一家已結業的電話客服公司，從而於法蘭克福證券交易所借殼上市。因為Wirecard是借殼上市，所以公司並沒有作出首次公開募股活動。這亦導致政府監管機構未能對公司進行普通上市審查。
2006年，Wirecard通过收購一家名為XCOM的銀行而進軍銀行業。XCOM被收購後改名為Wirecard Bank。
在2011年至2015年間，Wirecard在亞洲收購了多間公司，並且在新加坡設立亞洲業務總部。
2016年，Wirecard收購了美國花旗集團的預繳卡服務並進軍北美市場。
2018年，Wirecard取代德國商業銀行成為德國DAX指數成分股，同年9月4日，其股價創下199歐元的峰值，市值超過240億歐元。

## 企業醜聞
早在2008年，坊間已經就Wirecard的企業管理作出批評。當年，一名德國公司股東協會的理事指出Wirecard的資產負債表出現異常。隨後，公司特別委任安永做出一次特別核數，而德國政府則拘捕了兩個人。
2015年，英國《金融時報》開始就Wirecard的企業帳目作出提問，指公司的資產負債表有2.5億歐元不翼而飛。翌年，一家名為Zatarra Research的短倉投資公司指Wirecard高層曾有洗黑錢問題，並向Visa和萬事達作出詐騙行為。
2020年6月18日，Wirecard核數師安永表示無法在Wirecard的資產負債表上找到一筆19億歐元的現金，不能確認這筆款項存在，並拒絕簽核2019年財務報表。
2020年6月26日，Wirecard申請破產，股價較最高位累積大跌97%。

## 外部連結
- 官方网站